# Sabana Grande (Santander)
Sabana Grande es un centro poblado del municipio de Sucre en el departamento de Santander, en Colombia. está ubicado en la parte alta de la cordillera oriental Cuenta con dos vías empedradas para el ingreso a la población desde el municipio de Bolívar, y desde los municipios de Sucre y Jesús María. Las vías permanecen en malas condiciones en época invernal y su recorrido puede tardar varias horas en llegar a las cabeceras municipales.

## Historia
Fue fundada en 1922 por el señor Eleuterio Ardila Quiroga en una pequeña planicie totalmente baldía, llamada anteriormente "La Tora". En aquel entonces todo su territorio era selvático. Junto con algunos de sus más allegados amigos fueron colonizando estas tierras, talando bosques, sembrando pastos y hortalizas. Fue así como empezó a erigirse esta pequeña población de clima frío enclavada en la cordillera oriental en el Departamento de Santander, Colombia.

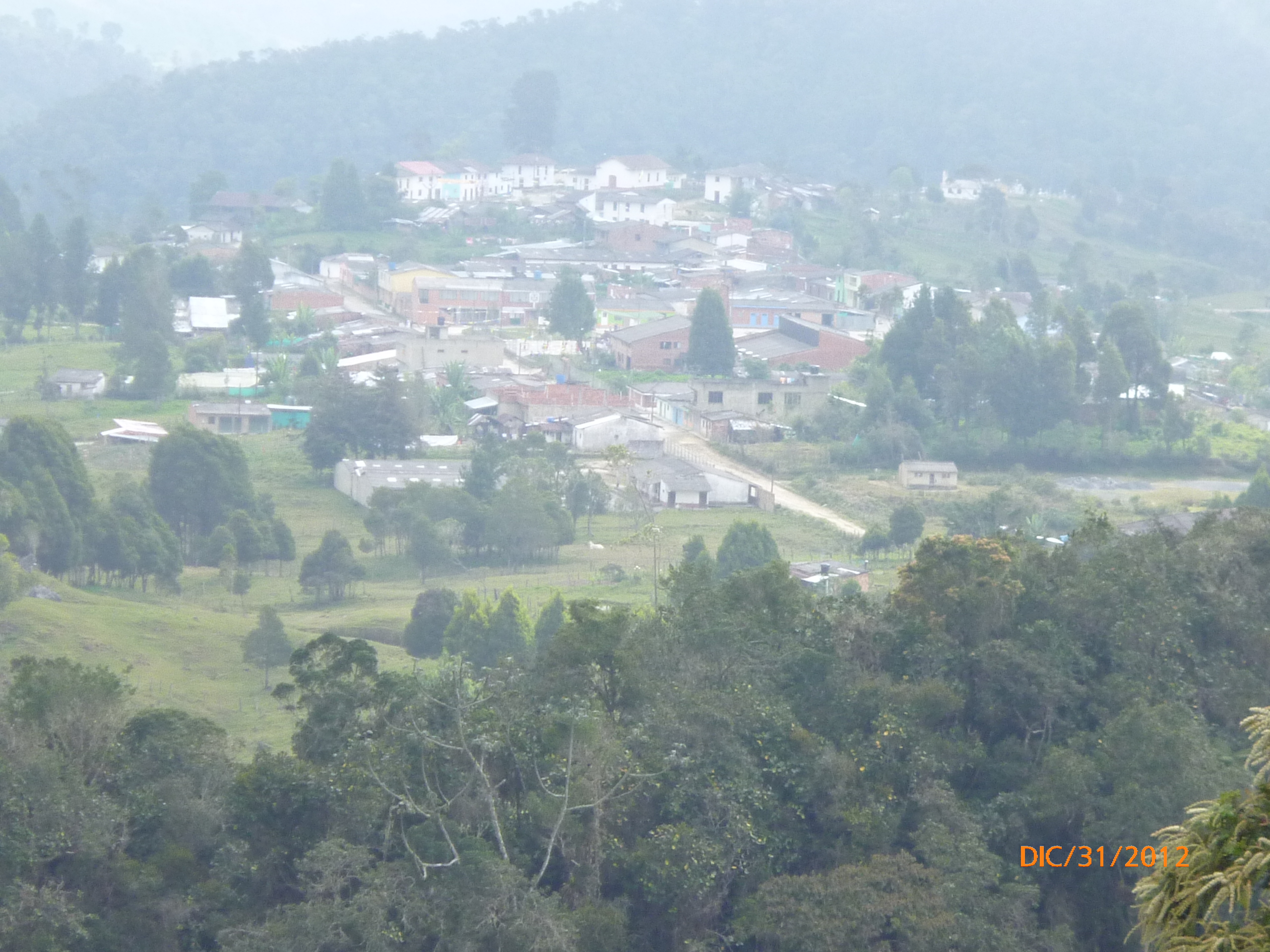
Foto de Sabana Grande tomada desde la Esperanza

## Límites
Sabana Grande, limita al norte con los municipios de El Peñón y Bolívar, al sur con el centro poblado La Granja, al oriente con el municipio de Sucre (su cabecera municipal) y al occidente con el Río Minero.

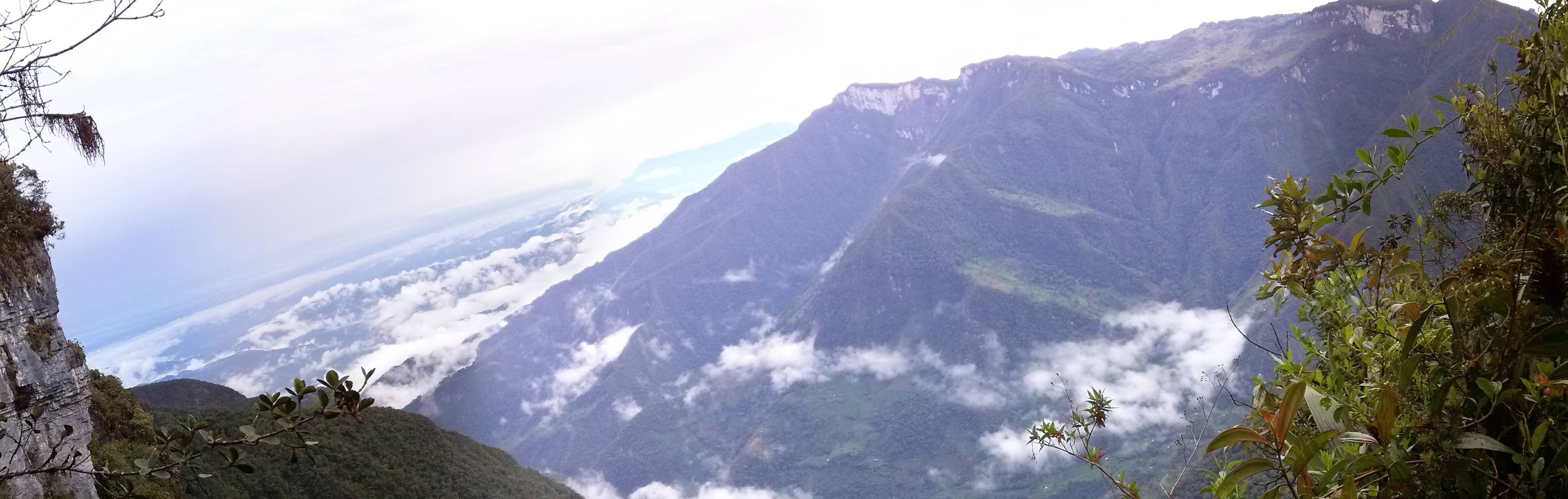
Costado sur del Cerro de Panama

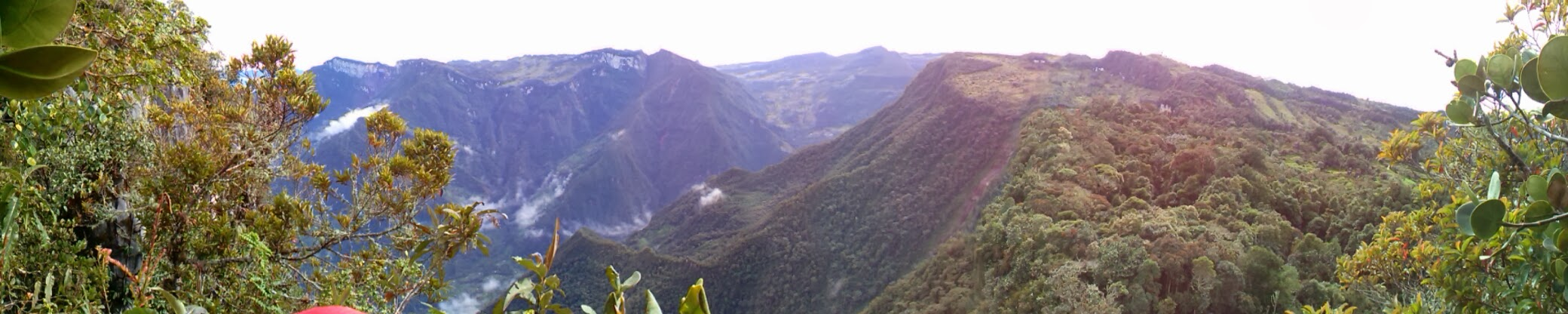
Uno de los lugares emblemáticos de Sabana Grande

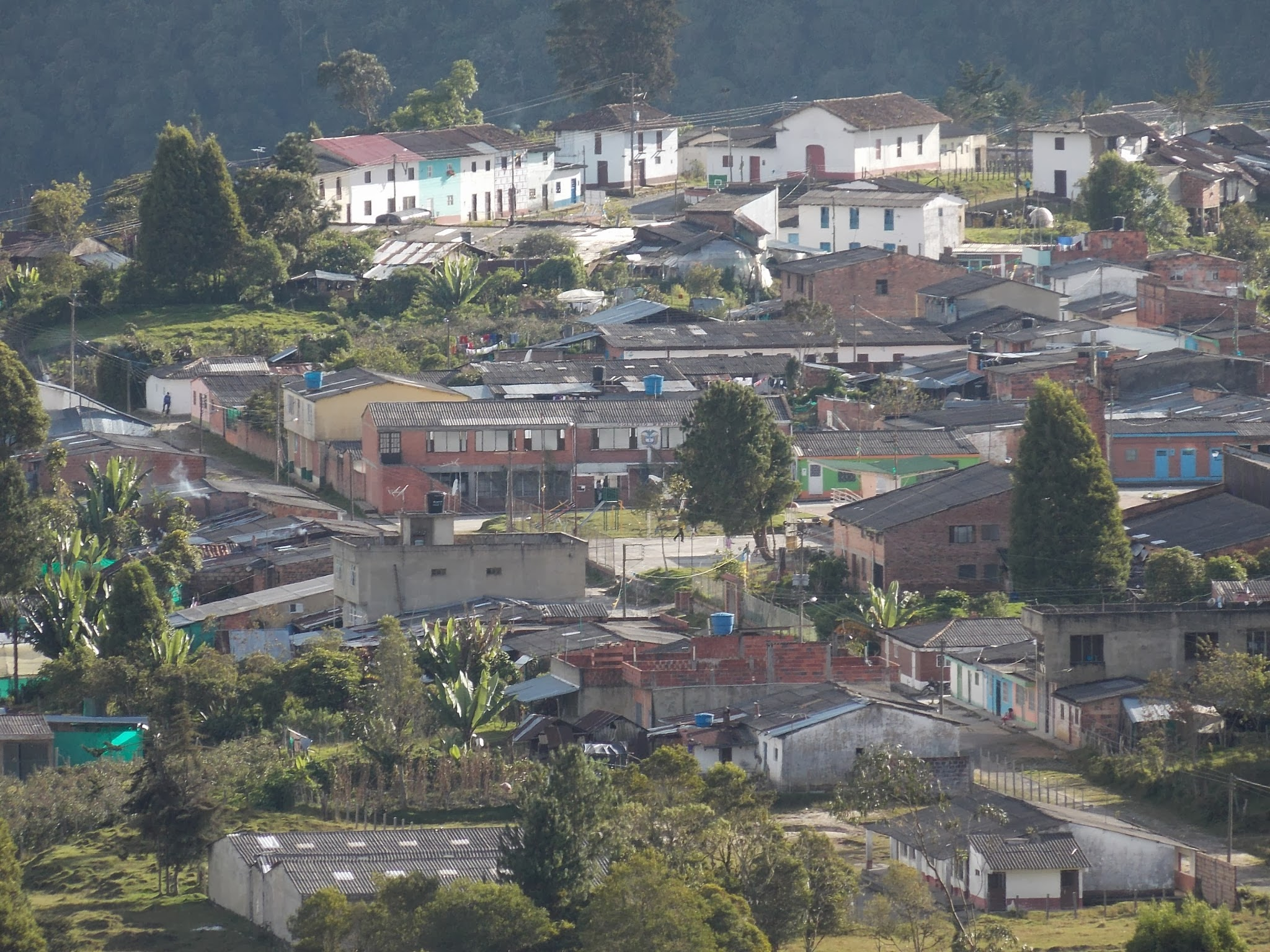
Panorámica desde Sabana Grande

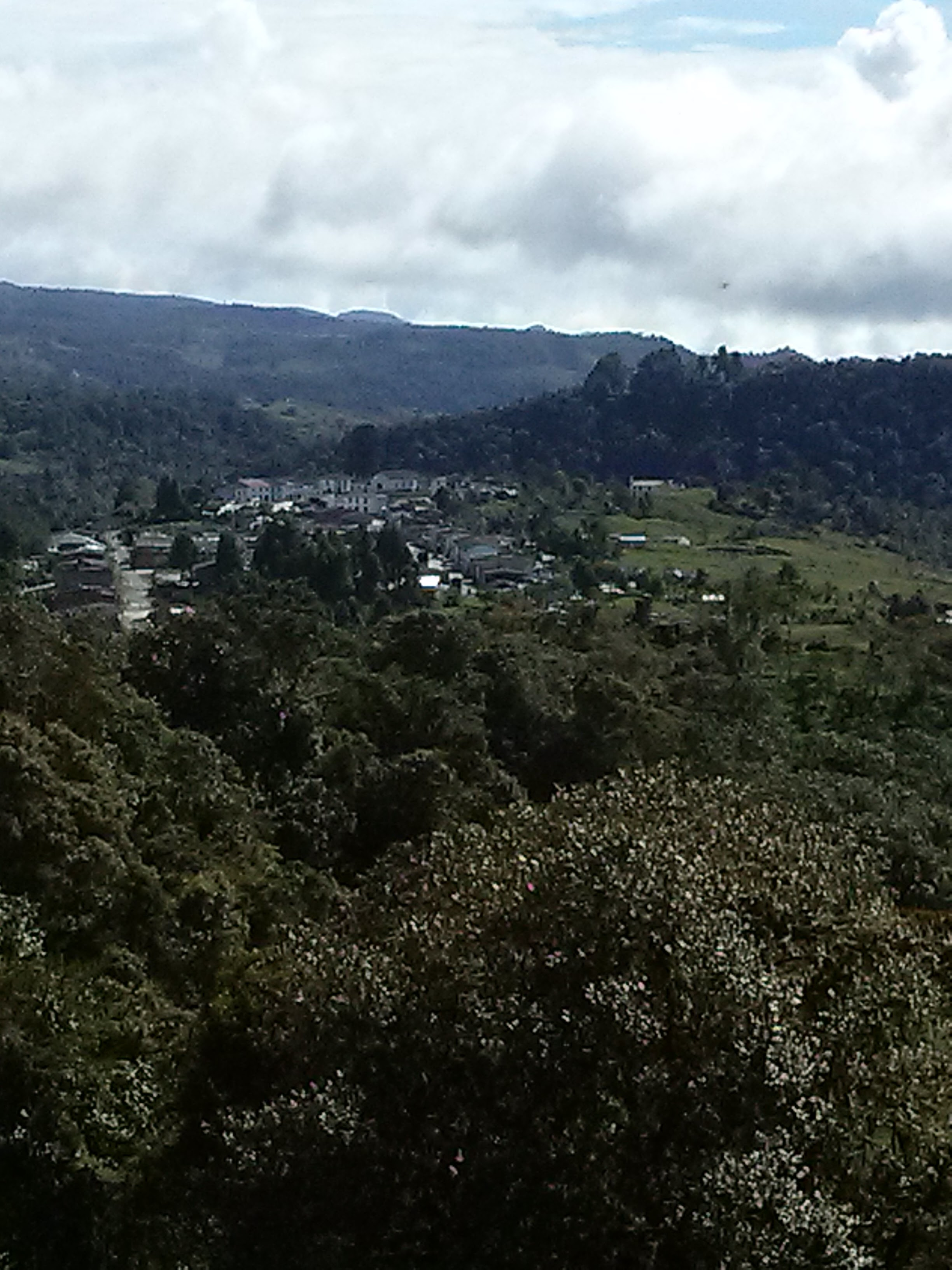
Foto de la población desde un cerro en la Esperanza

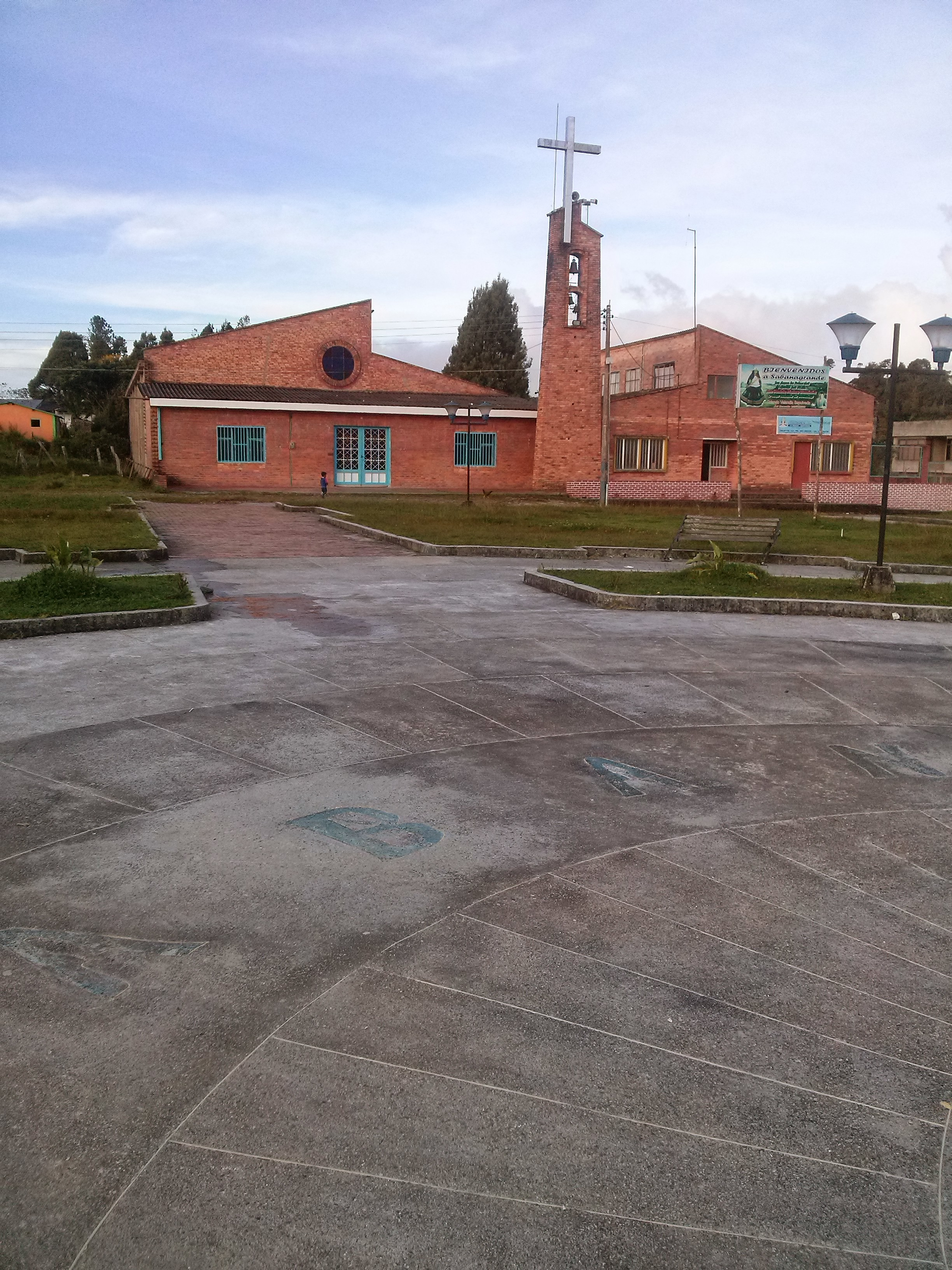
Actual fachada de nuestra iglesia

## División Política
Aparte del centro poblado Sabana Grande. Este tiene bajo su área de influencia las siguientes 20 veredas:
- Arales
- Loma de Candela
- Montebello
- Bajo Jazmín
- Alto Jazmín
- Cerritos
- La Hoya
- Quebrada Larga
- La Esperanza
- Naranjito
- El Porvenir
- Filo y Ropero
- La Belleza
- Quitianes
- La Celmira
- La Floresta
- El Gualilo
- La cuchilla
- Astilleros

## Hidrografía
Por tratarse de una población enclavada en la cima de la cordillera oriental posee una zona de páramo bastante amplia, razón por la cual es una de las mayores fuentes hidrológicas del corregimiento y por consiguiente suministro de agua para una vasta región, Entre algunos de los ríos y quebradas que hay en Sabana Grande se pueden citar:
- Quebrada la Esperanza
- Quebrada la Mosquitera
- Quebrada San Francisco
- Quebrada Larga
- Río Blanco
- Río Bobo

## Topografía
La topografía de Sabana Grande es muy variada debido a que se encuentra ubicada sobre una meseta en la cordillera oriental lo que permite tener un mirador sobre el valle de los ríos Minero y Magdalena. Dentro de su territorio se encuentran pequeñas planicies, laderas y montañas escarpadas, además de pequeños valles (principalmente en las tierras bajas o calientes, conocidas como "El Pescadero").

## Economía
Sabana Grande cuenta con escasos recursos económicos. La mayoría de sus habitantes se dedican a los cultivos agrícolas tanto en la zona de tierra fría como en la zona de tierra caliente. Los principales productos que se cultivan en la región son frutales, principalmente mora, y tomate de árbol, hortalizas, legumbres, plátano, yuca, café, cacao, papaya y caña de azúcar la cual se usan para la elaboración de miel de caña. 
También hay cría de ganado vacuno. Los derivados lácteos se comercializan entre sus mismos habitantes o con poblaciones y municipios cercanos al igual que el ganado porcino y aviar. Generalmente este comercio se realiza con ganado en pie debido a que no hay sitios adecuados para refrigerar o transportar la carne en canal.

## Sitios de Interés
El centro poblado cuenta con la casa de la cultura, en donde se pueden apreciar artesanías y elementos representativos de la región, además de diferentes objetos antiguos que utilizaban nuestros ancestros. Al oriente, se encuentra un mirador, el cual es llamando "El Tanque" en donde se puede apreciar en las mañanas despejadas los nevados del Tolima, del Huila y del Ruiz,  y en los atardeceres  "La cinta de plata" que forma el río Magdalena cuando se está ocultado el Sol y refleja sus rayos sobre las aguas del río. 
Al igual que "El Tanque"  hay otro espectacular mirador llamado Cerro Banderas que también permite divisar el pueblo y los atardeceres con los nevados y ríos de fondo, acompañados de los diversos colores que nos regala la naturaleza cuando llega el atardecer. 
En la vereda Monte Bello, se encuentra el área protegida Los Estoraques; en ella existen columnas de roca de gran tamaño creadas por la erosión que datan de hace cuatro millones de años. Además en esa zona se han encontrado, momias, urnas y cuevas con restos óseos de una gran importancia arqueológica. Las cavernas de la zona son propicias para prácticas como la espeleología. También hay un sin número de montañas vírgenes aun con su flora intacta creando magníficos paisajes que rodean el territorio sabanero, como por ejemplo, la Peña de Panamá de más de 1000 metros de altura o la montaña del Sinaí, lugar desde donde se puede apreciar en toda su magnitud una gran extensión del vasto territorio sabanero.

## El Festival de Maíz
Históricamente en el primer puente festivo del mes de noviembre de cada dos años se celebraba el Festival del Maíz,  pero partir del año 2015 se cambió la fecha del evento para mediados de agosto con el fin de realizar el festival en temporada de verano para facilitar la llegada de turistas y hacer mucho más agradable la estadía. Durante la celebración de este evento se realizan actividades relacionadas con el cultivo y preparación de productos a base del maíz, se organizan bazares, concursos, quema de fuegos pirotécnicos, desfiles, carrozas, y actividades recreativas varias amenizadas por diferentes agrupaciones musicales.

## Establecimientos Públicos
En la mayoría de veredas existen escuelas para la educación primaria. En el casco urbano existe el Colegio BERNORAMA, dedicado a la enseñanza de la educación básica primaria y secundaria.
La Parroquia de Santa Teresita tiene su sede allí dedicada a la  predicación de la religión católica a los sabaneros. Cuenta también con un amplio y bien dotado centro de salud.
En el año 2015 se inició la construcción de un coliseo cubierto para la realización de diferentes eventos tanto culturales como deportivos por parte de la Gobernación de Santander.